# دم بی‌پروانه

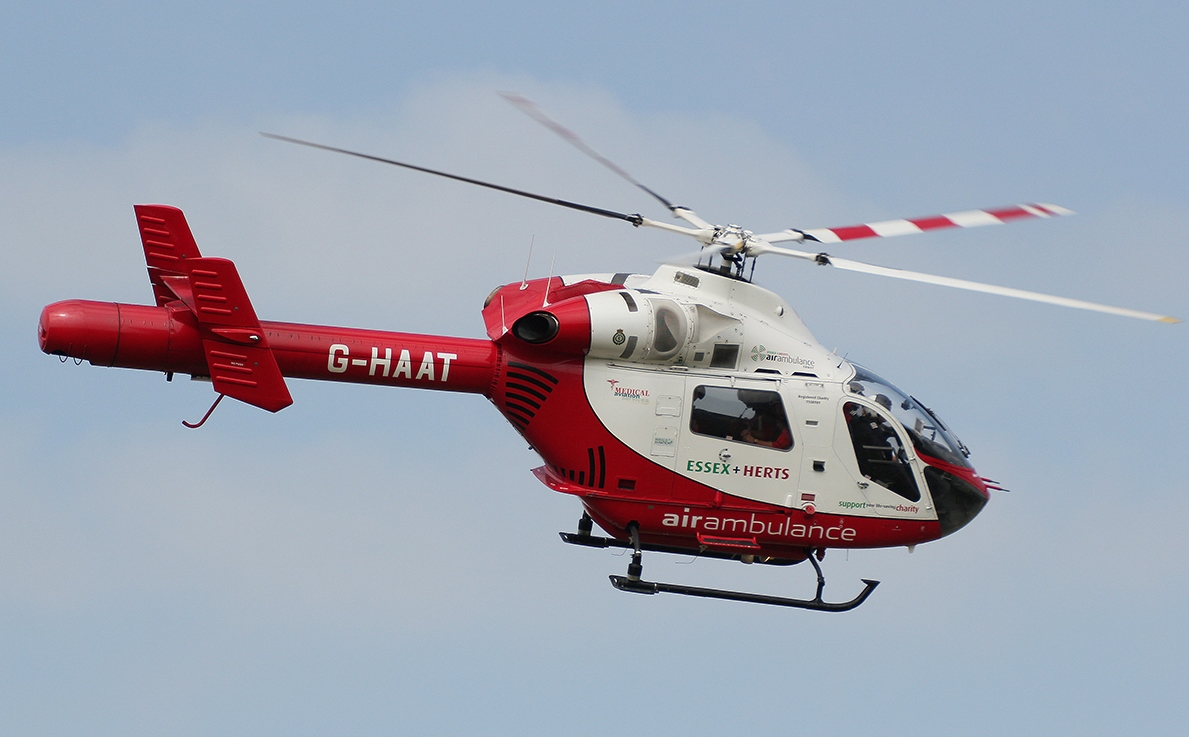
آمبولانس هوایی ام‌دی اکسپلورر با فناوری دُم بی‌پروانه

دم بی‌پروانه (به انگلیسی: No Tail Rotor) به اختصار NOTAR یک فناوری در صنایع بالگردسازی است که در آن پروانه دم بالگرد وجود ندارد. این فناوری برای نخستین بار به دست شرکت مک‌دانل داگلاس هلیکاپترز ساخته شد که برگرفته از طرح‌های بجا مانده از هیوز هلیکاپترز بود. در این سامانه به‌جای پروانهٔ دُم، از یک فَن بزرگ در ابتدای دم بهره گرفته شده‌است که حجم زیادی از هوای کم‌فشار را از دو لایه مرزی در میانه‌های دُم عبور داده و اثر کواندا ایجاد می‌کند. دراصل این دو لایه مرزی در میانه‌های دم هستند که ضدگشتاور را ایجاد می‌کنند؛ ولی یک سامانهٔ جهت‌دهی هوا نیز در بخش دم فراهم شده‌است که در جهت مخالفِ گشتاورِ بدنهٔ بالگرد، نیروی رانش اعمال می‌کند که همانند وظیفهٔ پروانهٔ دُم در بالگردهای قدیمی است و اینجا فقط نقش تنظیم میزان ضدگشتاور را دارد تا بالگرد در زمان هاور کردن، بدون تکان و آرام و پایدار باشد. تنظیمات جهت‌دهی رانش بوسیلهٔ یک استوانهٔ گردشی در انتهای دُم انجام می‌شود. این استوانهٔ گردشی که «جهت‌دهنده رانش» نامیده می‌شود به پدال‌های کابین خلبان متصل است و خلبان با فشردن پدالها جهت‌دهی درگاه دُم را تغییر می‌دهد. هواداران فناوری دم بی‌پروانه بر این باورند که این فناوری ایمنی بیشتر برای بالگرد فراهم می‌کند و صدای کمتری نسبت به فناوری دُمهای باپروانه دارد.

## پیشینه و توسعه

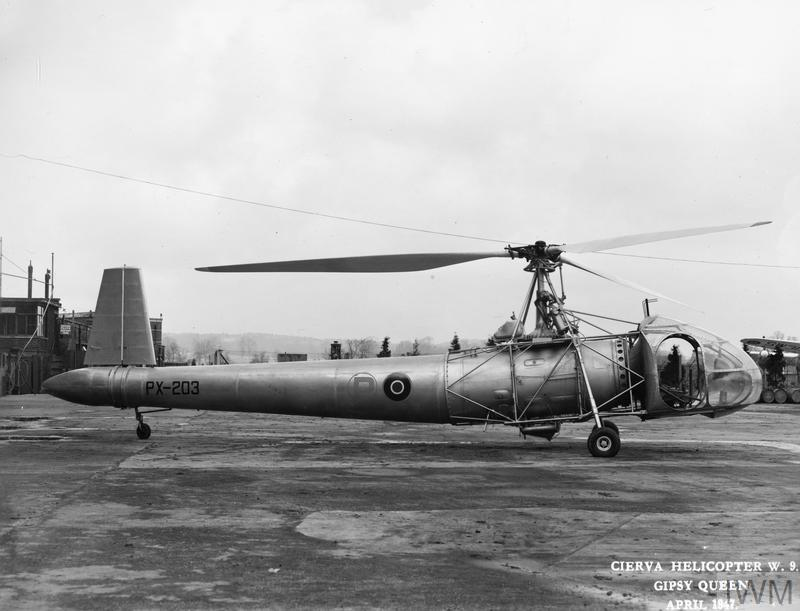
سییِروا دابلیو-۹

به‌کارگیری هوا به‌جای نیروی ضدگشتاور در بالگرد بریتانیایی سییروا دابلیو-۹ در سال ۱۹۴۵ به‌کار رفت. در سال ۱۹۵۷ نیز شرکت اسپانیایی ایروتکنیکا با نصب یک توربین در مسیر اگزوز موتور بالگرد، گازهای اگزوز را بعنوان نیروی ضدگشتاور در دُم به‌کار می‌برد. این بالگرد ایروتکنیکا ای‌سی-۱۴ نام داشت.
توسعهٔ فناوری دم بی‌پروانه از سال ۱۹۷۵ به‌طور جدی در هیوز هلیکاپترز آغاز شد و این شرکت نخستین پیش‌نمونه‌های خود را طراحی کرد و ساخت. در سال ۱۹۸۱ میلادی شرکت هیوز که در آن زمان پیشگام در صنایع بالگردی بود، این فناوری را بر روی یک فروند هیوز اواچ-۶ کایوس آزمایش کرد. شرکت هیوز این محصول را به هوانیروز آمریکا سپرد تا با آزمایش آن به دست خلبانان ارتش، مشکلات طرح برطرف شوند و پروژه توسعه یابد. در سال ۱۹۸۴ شرکت مک‌دانل داگلاس، هیوز را خرید و در سال ۱۹۸۶ با استفاده از میراث هیوز، یک نسخهٔ بسیار پیشرفته را به نام خود ارائه کرد. همچنین در سال ۱۹۹۰، دُم یک فروند مک‌دانل داگلاس ۵۲۰ را بی‌پروانه کردند و آن را ام‌دی-520-N نامیدند. حرف N مخفف No Tail Rotor است؛ ولی آن بالگرد در یک حادثه از بین رفت.

### برخورد با آپاچی
بالگرد تولید شده در ۱۹۹۰ تا سال ۱۹۹۴ توسعه یافت تا اینکه به مرحلهٔ مانورپذیری رسید. هنگام آزمایش این بالگرد، از یک فروند هیوز آپاچی خواستند تا آن را تعقیب کند، آپاچی نیز سامانه‌هایی برای آزمایش داشت. در تاریخ ۲۷ سپتامبر ۱۹۹۴ (۵ مهر ۱۳۷۳) در ساعت ۸:۴۰ غروب در هوایی تاریک، خلبان آپاچی به تعقیب بالگرد ام‌دی-۵۲۰-ان در ارتفاع پایین پرداخت. خلبان آپاچی تصمیم گرفت سامانهٔ دید در شب را روشن کند و با انجام اینکار حواس وی پرت شده و دید خود را نسبت به موقعیت ام‌دی-۵۲۰ از دست داد و آن بالگرد را گُم کرد. این دو بالگرد حین آزمایش در ارتفاع ۱۵ متری از سطح زمین با یکدیگر برخورد کردند و دو خلبان ام‌دی-۵۲۰ بشدت آسیب دیدند؛ ولی خلبانان آپاچی هیچگونه آسیبی ندیدند. در مصاحبه با خلبان دوم آپاچی، او اینگونه توصیف کرد که «یک لحظه نوری را دیدم که از سمت چپ با زاویهٔ ۹۰ درجه به ما نزدیک شد و برخورد بلافاصله اتفاق افتاد و من هیچ فرصتی برای اطلاع‌رسانی به خلبان نداشتم.»

## شیوهٔ کارکرد فناوری دم بی‌پروانه
با اینکه فناوری در طول ۳ سال تکمیل شد، ولی همچنان از اصول اولیه‌اش و اثر کواندا پیروی می‌کند. یک فن فلزی در انتهای کابین و ابتدای دُم نصب شده و از گیربکس بالگرد نیرو می‌گیرد. این فن هوای کم‌فشار را از راه دو شیار در سمت راست دُم به دیوارهٔ سمت راست دُم شارش می‌کند. اجازه می‌دهد جریان هوای پروانهٔ اصلی، بدنهٔ دُم را به آغوش بکشد و لیفت فراهم کند؛ و درنتیجه کنترل جهت‌دار ایجاد می‌شود و حتی این ویژگی بوسیلهٔ یک بخش متحرک در انتهای دُم تقویت هم می‌شود. انتهای دم متحرک است (بخش شماره ۵ در عکس) و مستقیماً به پدال‌های خلبان واکنش نشان می‌دهد. با اینکه بخش «جهت‌دهندهٔ رانش» مسئول اعمال نیروی ضدگشتاور نیست، ولی بعنوان یک ابزار تقویت کننده و کمکی ایفای نقش می‌کند تا خلبان در هنگام مانور بالگرد با دشواری روبرو نشود. فناوری دُم بی‌پروانه باعث افزایش ایمنی بالگرد شده و همچنین صدای بالگرد را کاهش می‌دهد. زیرا با نبودن ملخ دم، تلاطمی بین جریان هوای ملخ اصلی و دم ایجاد نمی‌شود و صدای بالگرد کمتر می‌گردد. بالگردهای دارای فناوری دُم بی‌پروانه در زمرهٔ کم‌صداترین بالگردهای جهان هستند.
- ۱ ورودی هوا
۲ فن دمنده با قابلیت تنظیم سرعت
۳ دُم و شیارهای مسئول ایجاد اثر کواندا
۴ پایدارکنندهٔ عمودی و افقی
۵ جهت‌دهندهٔ رانش
۶ جریان هوا به پایین
۷ نمای سطح مقطع دُم بالگرد
۸ لیفت ضدگشتاور

۱ ورودی هوا ۲ فن دمنده با قابلیت تنظیم سرعت ۳ دُم و شیارهای مسئول ایجاد اثر کواندا ۴ پایدارکنندهٔ عمودی و افقی ۵ جهت‌دهندهٔ رانش ۶ جریان هوا به پایین ۷ نمای سطح مقطع دُم بالگرد ۸ لیفت ضدگشتاور
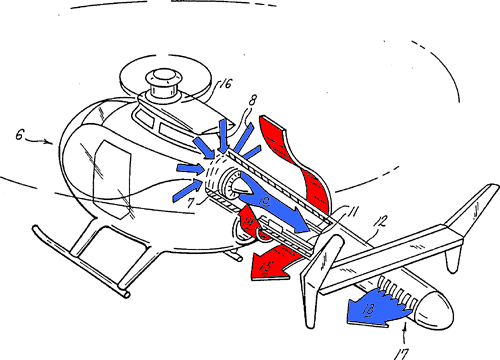
نمودار حرکت جریان باد در فناوری دُم بی‌پروانه
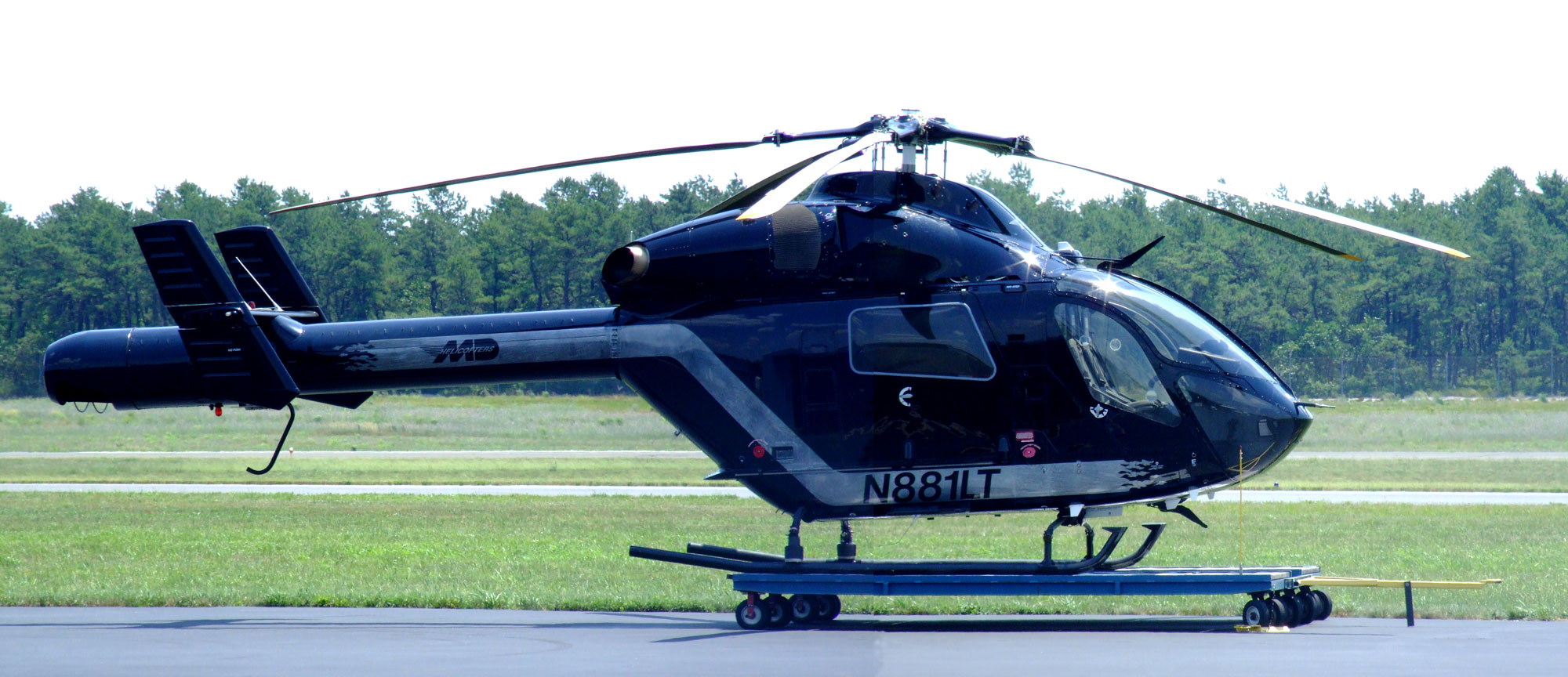
ام‌دی اکسپلورر (ام‌دی۹۰۰)

## بالگردهای دارای فناوری بی‌پروانه
- ام‌دی ۵۲۰-N
- ام‌دی ۶۰۰
- ام‌دی اکسپلورر
- یانگ‌کاپتر نئو